# Emil Kenzhesariev
Emil Rinatovich Kenzhesariev - em quirguiz, Эми́ль Рина́тович Кенжисари́ев (Frunze - atual Bishkek, 26 de março de 1987) é um futebolista quirguiz que atua como lateral-esquerdo.

## Carreira
Kenzhesariev iniciou a carreira profissional em 2003, no Abdysh-Ata Kant, marcando 21 gols em 46 jogos na Top Liga.
Em 2005, transferiu-se para o Cesna Almaty (atual FC Alma-Ata), clube da segunda divisão do Cazaquistão, e suas atuações chamaram a atenção do FC Astana. Jogou, ao todo, 58 jogos entre 2006 e 2007.
Em 2008 foi para o Aqtöbe, onde disputou 132 jogos e marcou 23 gols, permanecendo no clube até 2011. Depois de uma rápida passagem pelo Bunyodkor do Uzbequistão, voltou para o Aqtöbe em 2012, permanecendo por 1 temporada e meia, quando um incidente forçou a interrupção de sua carreira.

## Agressão
Na madrugada de 11 de agosto de 2013, o lateral-esquerdo foi encontrado inconsciente num cruzamento de 2 ruas em Almaty, e foi levado posteriormente a um hospital, entrando em coma pouco tempo depois.
Uma semana depois, um segurança do karaokê onde o incidente ocorreu foi detido. Após deixar o hospital, iniciou o tratamento de recuperação das lesões que sofrera. Desde então, Kenzhesariev continua sem clube.

## Seleção Quirguiz
Kenzhesariev atuou em 3 jogos pela [[Seleção Quirguiz de Futebol|Seleção do Quirguistão, todos em 2004.

## Links
- Emil Kenzhesariev em National-Football-Teams.com